# 唐大和上東征傳

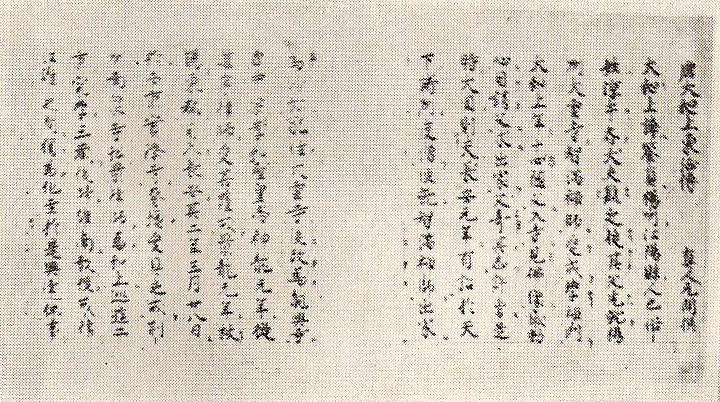
《唐大和尚東征傳》書影

《唐大和上東征傳》，又名《過海大師東征傳》、《鑑真和尚東征傳》、《鑑真和尚傳》、《東征傳》、《法務贈大僧正唐鑑真過海大師東征傳》等等，日本奈良時代典籍，用漢語文言文體，由真人元開（即淡海三船）於779年撰寫，內容為唐代著名僧人鑑真東渡日本及傳播佛教的事跡，對研究鑑真和尚具有相當的價值。

## 本書的作者及編撰
本書作者真人元開（即淡海三船，平假名：おうみのみふね；生卒：722年─785年），是日本天智天皇的後裔、奈良時代文學家。早在鑑真於753年東渡日本之前，真人元開曾受過佛教的教誨。到鑑真到達奈良後，便由他親自化導。
真人元開的撰書動機，與當時日本佛教教團派系間的相互傾軋有關。鑑真生前的傳戒弘法活動，觸動到舊教團的既得利益，因而對鑑真及其一派進行誹謗攻擊。鑑真的一位弟子思託為了反駁，便撰述有關鑑真的傳記，《大唐傳戒師僧名記大和尚鑒真傳》，邀請身為上層知識份子中的「文首」，又曾受鑑真化導的真人元開幫忙撰書。於是，真人元開便於779年，即鑑真逝世十六年後撰寫本書。

## 內容概要
本書叙述了鑑真的早年事跡、年少出家，在淮南地區教授戒律，在佛教界具有影響力，後來獲日本僧侶榮叡、普照的誠意邀請下東渡，以及在日本接觸貴族、僧侶，傳授佛法，創立唐招提寺，以及在當地去世的一生事跡。另外，書中還收錄了真人元開本人、日本貴族和僧人為頌揚及懷念鑑真而作的詩文。

## 學術價值
據中國現代學者汪向榮所說，本書具有相當高的史料價值及文學價值。就史料而言，本書是有關鑑真的史料中較為完整、翔實及原治的史料，也是研究唐代中日關係的詳細記錄。在文學方面，本書記叙清晰扼要，文字流暢，在當時局勢裡可容易收到宣傳效果，在文壇上則為佳作。

## 流傳及出版情況
學者汪向榮指出，《唐大和上東征傳》面世後，曾輾轉抄傳，在過程中出現不少遺漏、錯誤、竄改和增刪的情況，因而傳世版本不止一種，它們之間的內容、書名都有所差異。本書的多種抄本分別收藏在東寺觀智院（有「甲本」及「乙本」兩份）、京都高山寺、金澤文庫、大阪高貴寺、唐招提寺等地。

在刊印本方面，最早為1762年（桃園天皇寶曆十二年），正當鑑真千年忌的時候，東大寺戒壇院刊印本書以作紀念，名為《法務贈大僧正唐鑑真過海大師東征傳》，此一版本因「東征」二字而被德川幕府禁止，流傳極少。其後本書有多個刊本出現，有1897年（明治三十年）年間的北川智海方丈鉛字排印版、1901年（明治三十四年）的重野安繹刪節本、《大日本佛教全書·遊方傳叢書》收錄本、《大日本大藏經》收錄本、《大正大藏經》收錄本、中國揚州大明寺的鉛字排印本等等。
在外語譯本方面，於1942年（昭和十七年）出現日本語譯本，中村詳一郎翻譯，後來又有石田瑞麿譯本、安藤更生譯及其他一些節譯本。，加入譯者序和簡註。另外，日本還出版過本書的英語摘譯本。
在中國學術界的校注整理方面，1979年北京中華書局出版了汪向榮的校注本，收錄在中外交通史籍叢刊中，後來與明代李言恭、郝杰的《日本考》合訂出版。

## 外部連結
- （中文）.   [2009-04-20]. （原始内容存档于2009-01-09）.
- （中文）.   [2009-04-20]. （原始内容存档于2013-01-01）.
- 藏中诗侬芙：〈从玄奘传到鉴真传——长安西明寺与大安寺文化圈（页面存档备份，存于）〉。